# Куфельде
Куфельде (нем. Kuhfelde) — община в Германии, в земле Саксония-Анхальт. 
Входит в состав района Зальцведель. Подчиняется управлению Зальцведель-Ланд.  Население составляет 1201 человек (на 31 декабря 2010 года). Занимает площадь 13,61 км².